# Astillero de Gdańsk

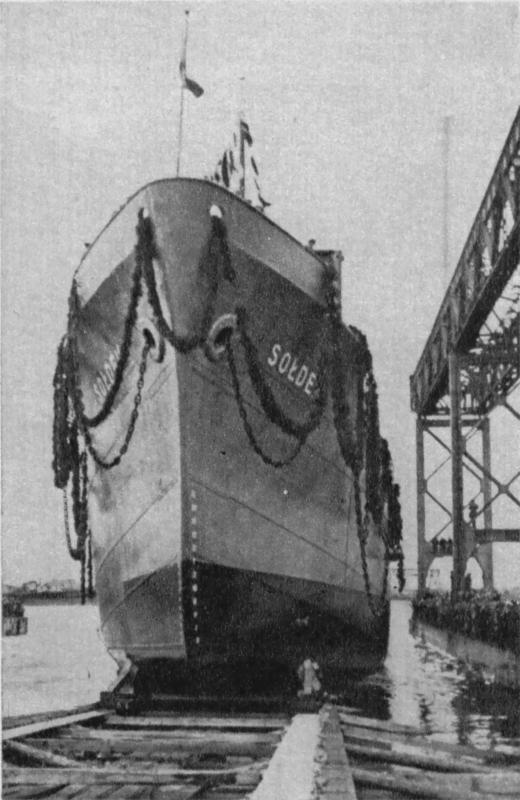
SS Sołdek, el primer barco construido en Polonia tras la Segunda Guerra Mundial.

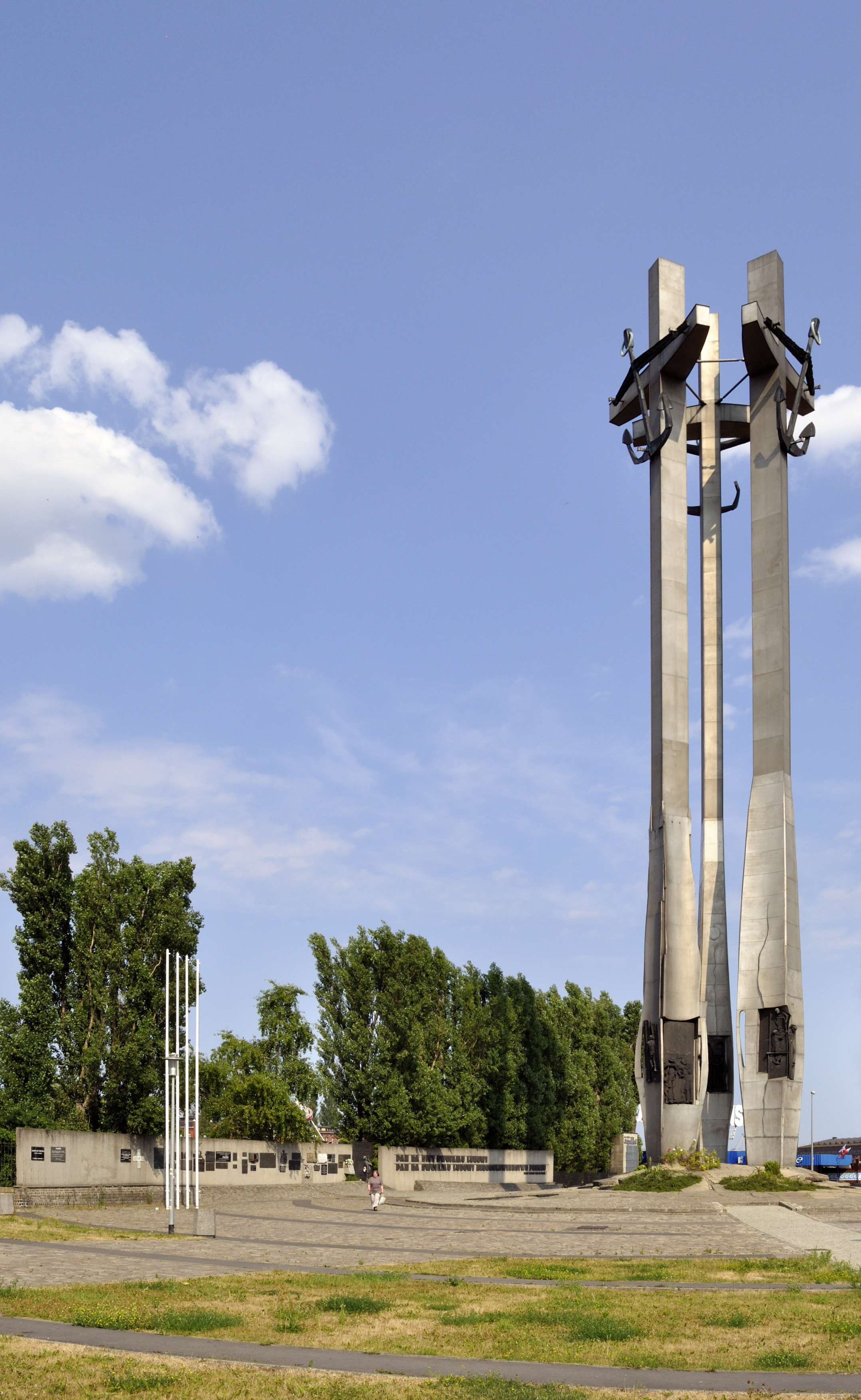
El Monumento a los trabajadores del astillero caídos en 1970.

El Astillero de Gdańsk (Stocznia Gdańska) es uno de los mayores astilleros polacos. Está situado en Gdańsk, en la ribera izquierda del Martwa Wisła y en la isla Ostrów. Fue creado tras 1945 en los terrenos previamente ocupados por los astilleros Kaiserliche Werft (fundado en 1844) y Schichau-Werft (fundado en 1890). Durante la época de la República Popular de Polonia fue conocido como el Astillero Lenin. Tiene la categoría de Patrimonio Europeo.
El astillero Gdansk obtuvo fama internacional cuando fue fundado el sindicato Solidaridad (Solidarność) en septiembre de 1980.

## Primer barco
SS Sołdek, un carguero de carbón y otros minerales, fue el primer barco construido en Polonia tras la Segunda Guerra Mundial. Fue el primero de 29 barcos de tipo B30, construidos entre 1949 y 1954 en el astillero.
Actualmente el barco se conserva como barco museo en Gdańsk.